# Зольное (Сакский район)
Зо́льное (до 1948 года Мамбе́т-Эли́; укр. Зольне, крымскотат. Mambet Eli, Мамбет Эли) — исчезнувшее село в Сакском районе Республики Крым (согласно административно-территориальному делению Украины — Автономной Республики Крым), располагавшееся на западе района, в степной зоне Крыма, примерно в 2 км севернее современного села Крыловка. Исключено из учётных данных в 1972 году.

## История
Первое документальное упоминание села встречается в Камеральном Описании Крыма… 1784 года, судя по которому, в последний период Крымского ханства Мегмедали входил в Байнакский кадылык Козловского каймаканства.
После присоединения Крыма к России (8) 19 апреля 1783 года, (8) 19 февраля 1784 года, именным указом Екатерины II сенату, на территории бывшего Крымского Ханства была образована Таврическая область и деревня была приписана к Евпаторийскому уезду. После Павловских реформ, с 1796 по 1802 год, входила в Акмечетский уезд Новороссийской губернии. По новому административному делению, после создания 8 (20) октября 1802 года Таврической губернии, Мамбет-Эли был включён в состав Кудайгульской волости Евпаторийского уезда.
По Ведомости о волостях и селениях, в Евпаторийском уезде с показанием числа дворов и душ… от 19 апреля 1806 года в деревне Сарача числилось 15 дворов и 69 крымских татар. На военно-топографической карте генерал-майора Мухина 1817 года деревня Манбет ели обозначена с 18 дворами. После реформы волостного деления 1829 года Мемет Эли, согласно «Ведомости о казённых волостях Таврической губернии 1829 года», остался в составе Кудайгульской волости. На карте 1836 года в деревне 16 дворов. Затем, видимо, вследствие эмиграции крымских татар в Турцию, деревня заметно опустела, и на карте 1842 года Мамбет-Эли обозначен условным знаком «малая деревня» (это означает, что в нём насчитывалось менее 5 дворов).
В 1860-х годах, после земской реформы Александра II, деревню приписали к Чотайской волости. Согласно «Памятной книжке Таврической губернии за 1867 год», деревня Мамбет Эли была покинута жителями в 1860—1864 годах, в результате эмиграции крымских татар, особенно массовой после Крымской войны 1853—1856 годов, в Турцию, и лежала в развалинах.
Вновь в доступных источниках Мамбет-Эли, как экономия Мамбедали Донузлавской волости Евпаторийского уезда, упоминается в Статистическом справочнике Таврической губернии. Ч.II-я. Статистический очерк, выпуск пятый Евпаторийский уезд, 1915 год, согласно которому в ней числилось 3 двора с русскими жителями в количестве 21 человека приписного населения и 12 — «постороннего». После установления в Крыму Советской власти, по постановлению Крымревкома от 8 января 1921 года № 206 «Об изменении административных границ» была упразднена волостная система и село вошло в состав Евпаторийского района Евпаторийского уезда, а в 1922 году уезды получили название округов. 11 октября 1923 года, согласно постановлению ВЦИК, в административное деление Крымской АССР были внесены изменения, в результате которых округа были отменены и произошло укрупнение районов — территорию округа включили в Евпаторийский район. Согласно Списку населённых пунктов Крымской АССР по Всесоюзной переписи 17 декабря 1926 года, в селе Мамбет-Эли, Болек-Аджинского сельсовета Евпаторийского района, числилось 12 дворов, из них 11 крестьянских, население составляло 18 человек, из них 11 русских, 1 украинец, 6 записаны в графе «прочие». По данным всесоюзной переписи населения 1939 года в селе проживал 191 человек.
После освобождения Крыма от фашистов, 12 августа 1944 года было принято постановление № ГОКО-6372с «О переселении колхозников в районы Крыма» и в сентябре 1944 года в район приехали первые новосёлы (150 семей) из Киевской и Каменец-Подольской областей, а в начале 1950-х годов последовала вторая волна переселенцев из различных областей Украины. С 25 июня 1946 года Мамбет-Эли в составе Крымской области РСФСР. Указом Президиума Верховного Совета РСФСР от 18 мая 1948 года Мамбет-Эли переименовали в Зольное. 26 апреля 1954 года Крымская область была передана из состава РСФСР в состав УССР. Время включения в состав Молочненского сельсовета пока не установлено: на 15 июня 1960 года село уже числилось в его составе. 1 января 1965 года указом Президиума ВС УССР «О внесении изменений в административное районирование УССР — по Крымской области» Евпаторийский район был упразднён, а село включили в состав Сакского района. Ликвидировано в период с 1968 года, когда Зольное ещё было записано в составе Молочненского сельсовета и 1977 годом, когда оно уже значилось в списках упразднённых по Фрунзенскому сельсовету.